# Мартинес, Арнау
Арнау Марти́нес Ло́пес (исп. Arnau Martínez López; родился 25 апреля 2003, Премия-де-Дальт) — испанский футболист, правый защитник клуба «Жирона».

## Клубная карьера
Мартинес присоединился к молодёжной команде «Жироны» через 2 года после того как ему пришлось уйти из академии «Барселоны». Дебютировал за «Жирону» 17 декабря 2020 года в матче Кубка Испании. В Ла Лиге впервые сыграл в 1-м туре сезона 2022/23 в матче против «Валенсии».